# Пизаура удивительная
Пизаура удивительная (лат. Pisaura mirabilis) — вид пауков из семейства Pisauridae.
Самцы 10 — 13 мм, самки 12 — 15 мм. Вид не имеет устоявшегося русского названия. В популярных статьях иногда используется приблизительный перевод латинского — «пизаура удивительная». Самки проявляют заботу о коконах и молодых пауках в первое время, за что вид получил своё английское название «Nursery Web spider». Относится к группе активных охотников. Вид получил широкую известность благодаря своему репродуктивному поведению ().

## Образ жизни
Пизауры обитают в высокой траве, преимущественно близ водоёмов. Имея регулярное питание, пизауры способны достигать своих максимальных размеров, и обладая длинными по сравнению с телом ногами, кажутся вполне внушительными пауками. Растёт паук весь год, достигая половозрелости уже к середине августа — началу сентября. Если особи удается пережить осень, она впадает в спячку. Небольшой процент пауков способен прожить ещё один год и дать повторное потомство, однако после этого истощенное животное неминуемо погибает.

## Репродуктивное поведение
Самцы предлагают самкам «подарки», замотанные в кокон, иногда и несъедобные, о чём самка узнаёт только размотав кокон во время копуляции. Самцы без «подарков» имеют на 50 % меньше шансов на копуляцию.
Иногда самки принимают подношение и совокупляются с самцами, между делом поедая приманку. В других же случаях самка хватает подарок и убегает до того, как самец начнет спаривание. Против этого самцы применяют
две контрстратегии. Во-первых, иногда самец не отпускает угощение и виснет на нем, притворяясь мертвым, пока самка тащит лакомство в укромное место. Когда она начинает есть, паук «оживает» и совокупляется с ней.
Нередко самцам это удается, хотя и не всегда. Чаще успех сопутствует тем, кто пользуется второй стратегией — заворачивает подарок в шелковую упаковку. Если пауку не повезло найти подходящую приманку, то он обматывает шелком мусор — содержимое свертка остается невидимым. Шелковые нити помогают пауку удержать подарок и тем самым предотвратить попытку самки выхватить его и сбежать. Красивая обертка привлекает самку, и, пока она занята распаковкой приманки, у самца есть время на копуляцию. Если самка раскрывает уловку, обнаружив внутри мусор, то резко отстраняется от самца, не давая ему завершить копуляцию. Более того, самки с помощью обоняния определяют, настоящая ли еда спрятана в свертке, и избегают подарков, если те не пахнут как надо. Однако, чтобы обмануть самок, самцы иногда заворачивают остатки уже съеденной пищи. Самки, в свою очередь, научились быстро определять качество упаковки и иногда отвергают подношения, которые кажутся
им негодными. Пример паука пизаура иллюстрирует принцип  антагонистической коэволюции.

## Иллюстрации

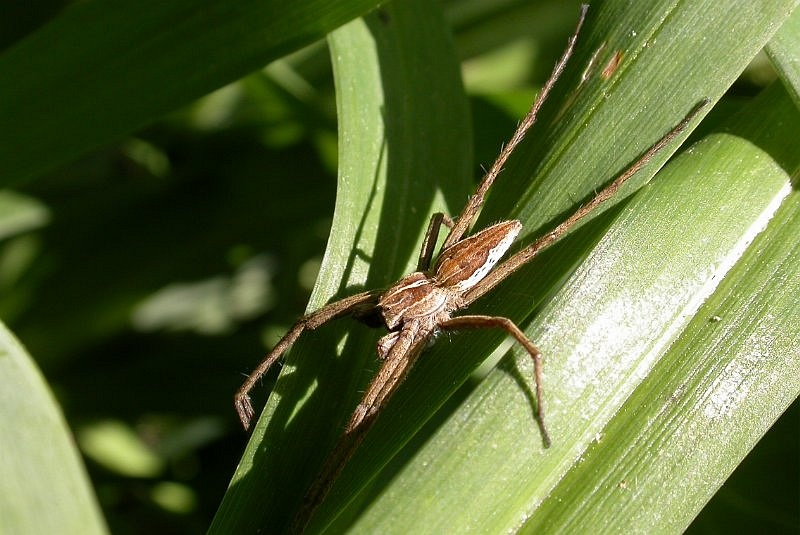
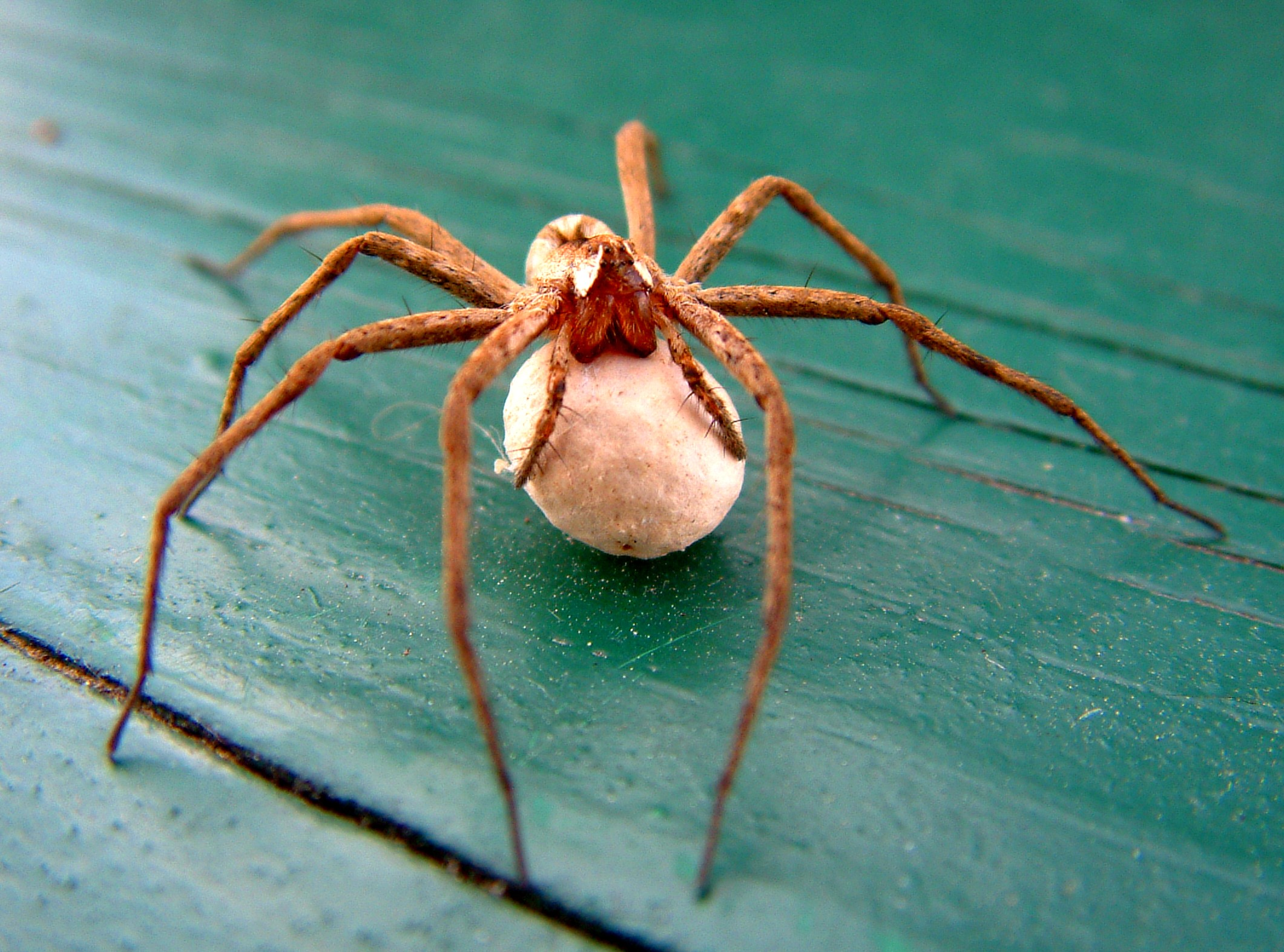
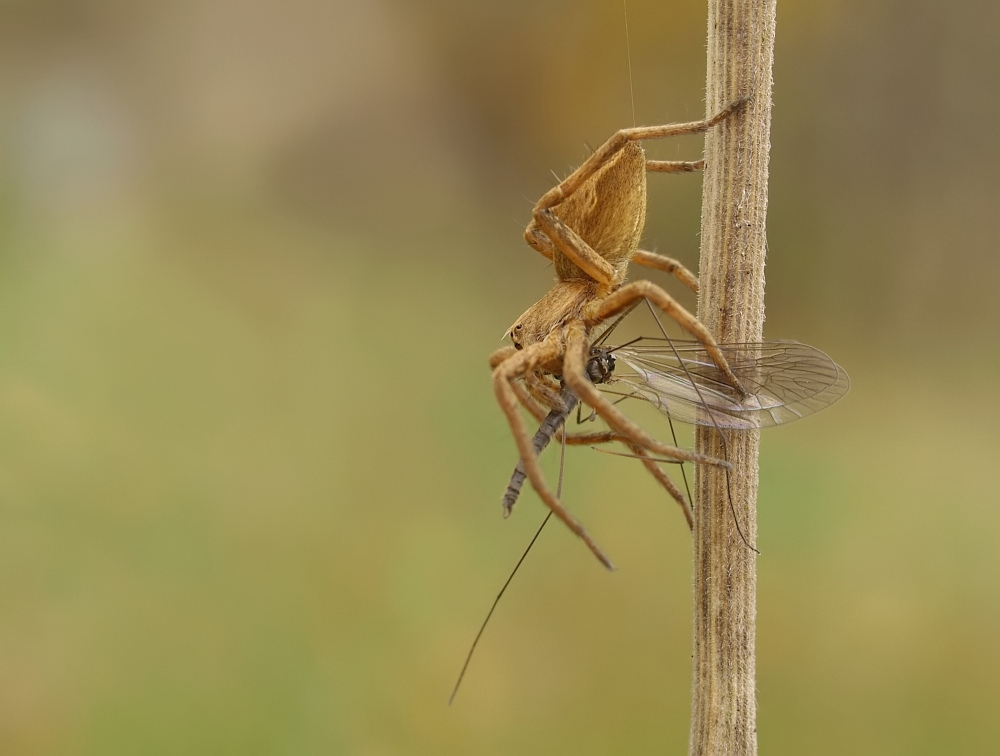
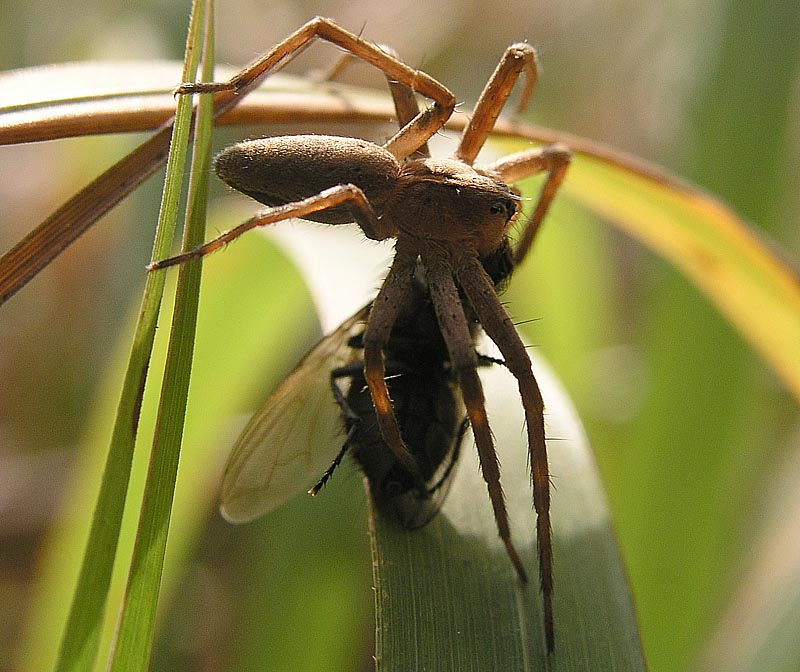
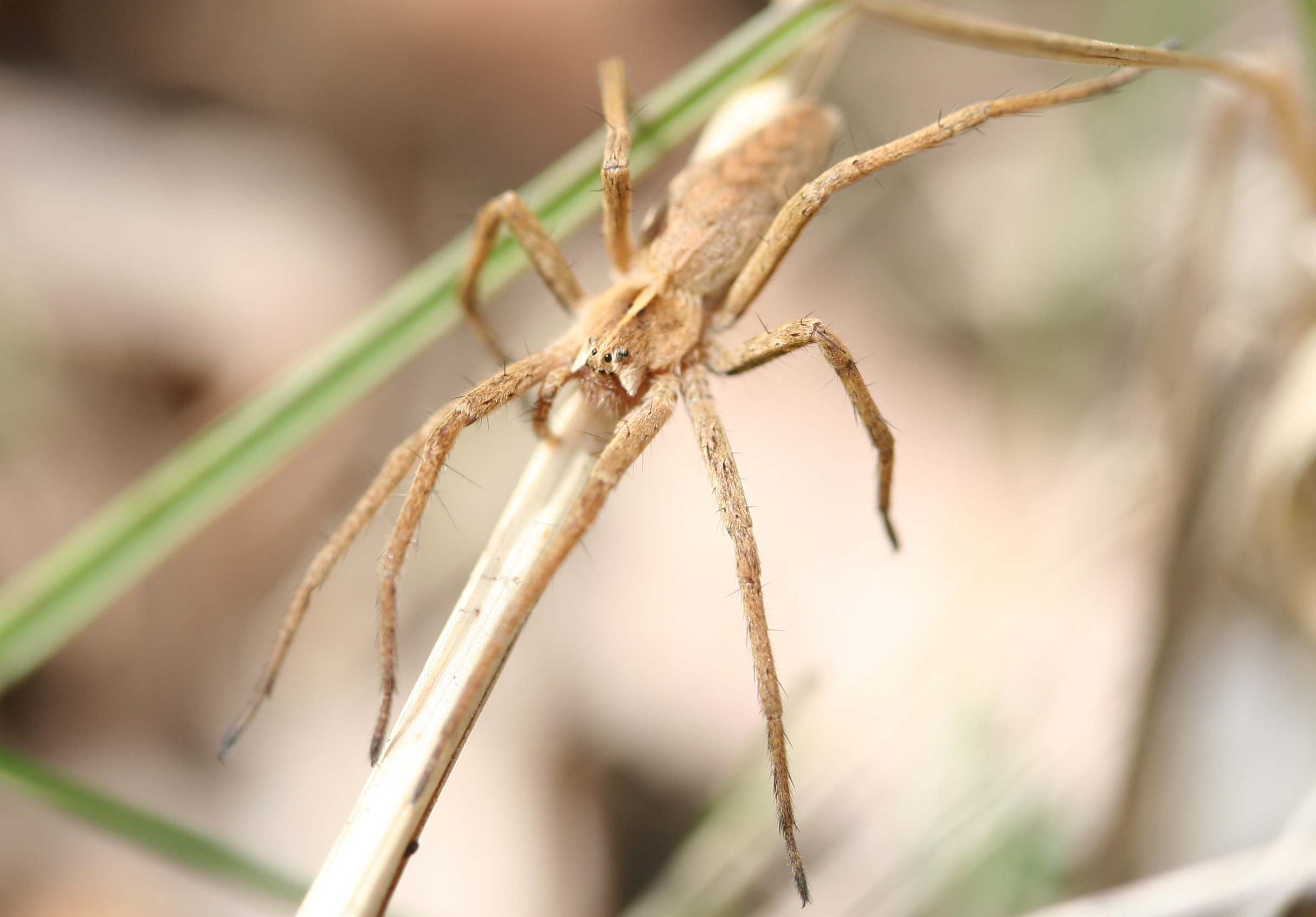
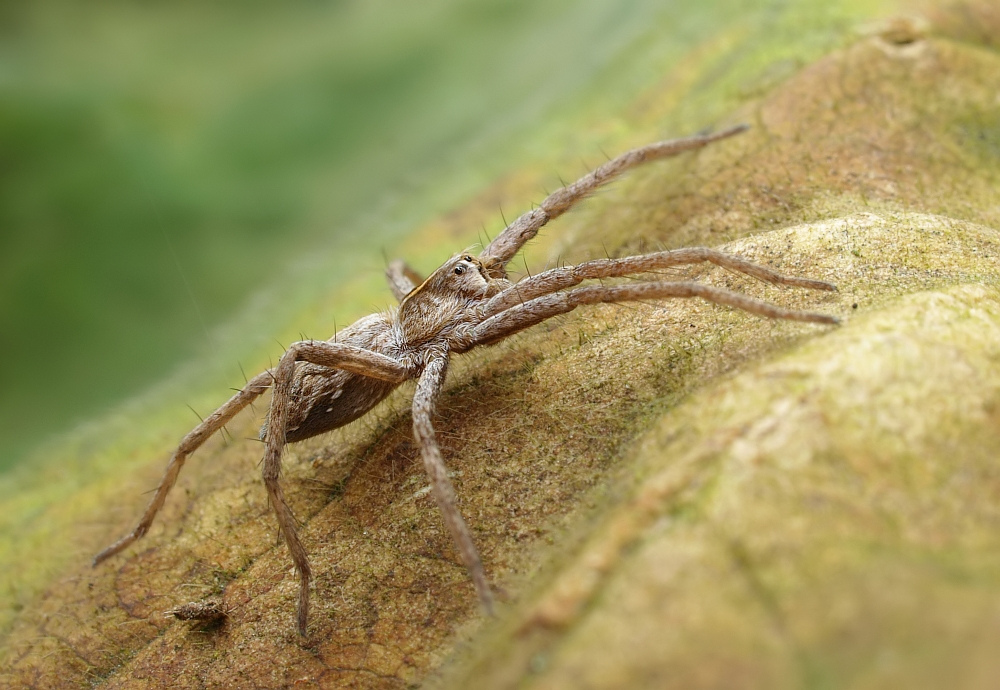
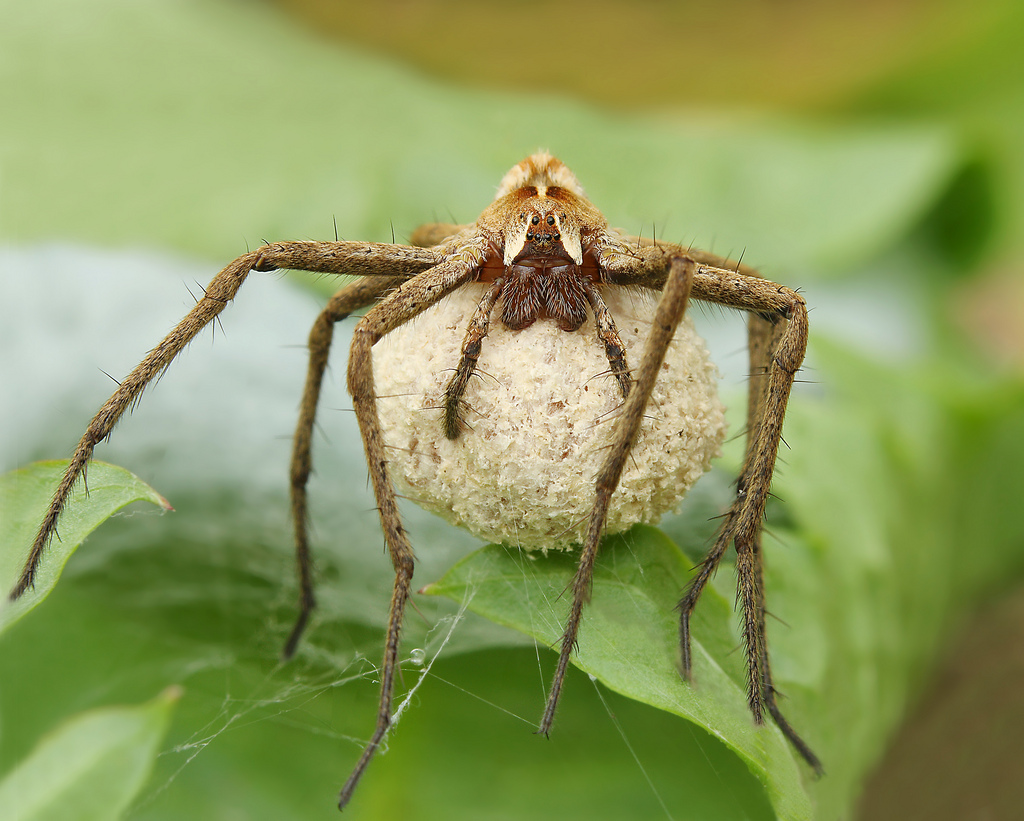
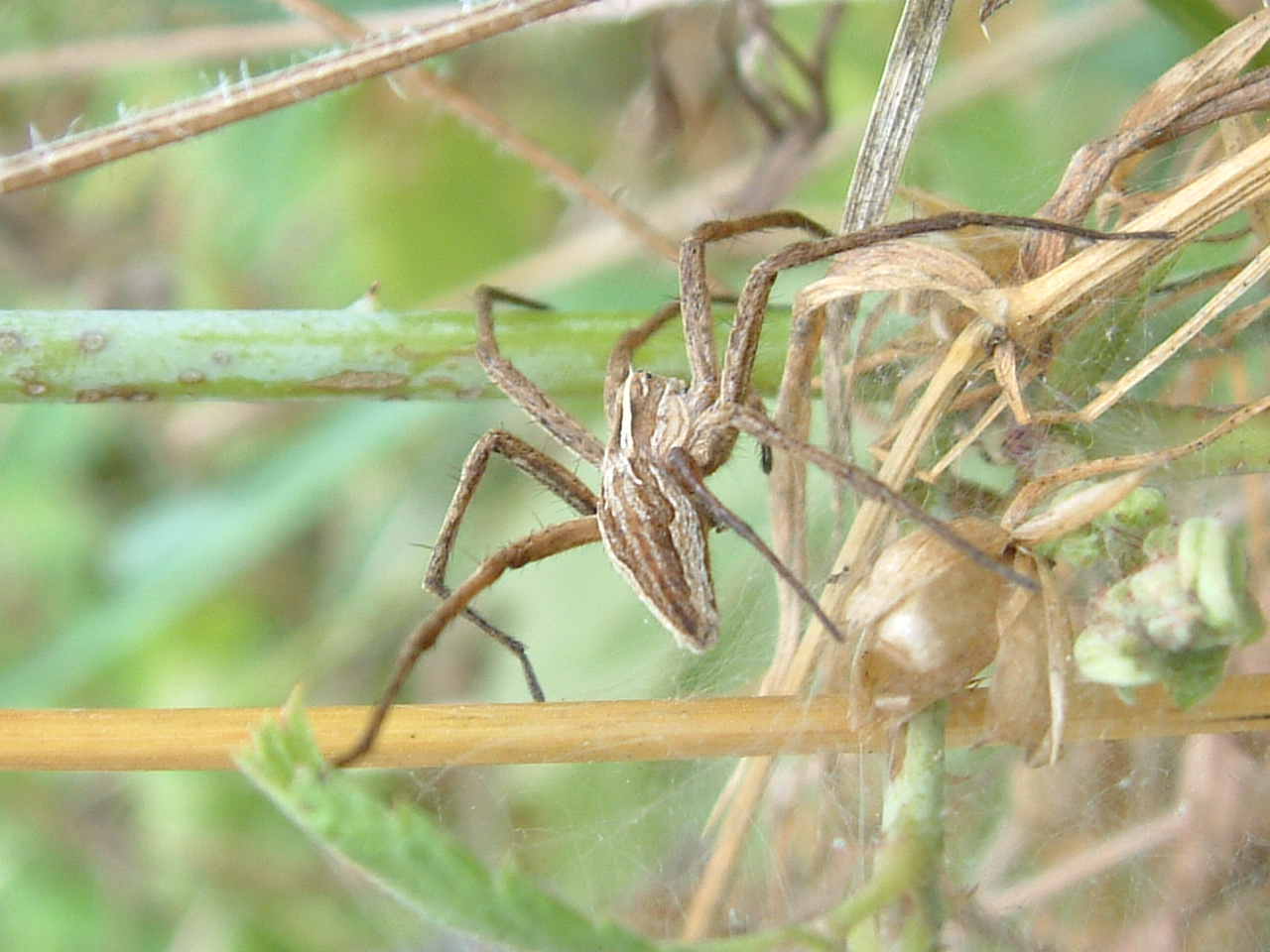
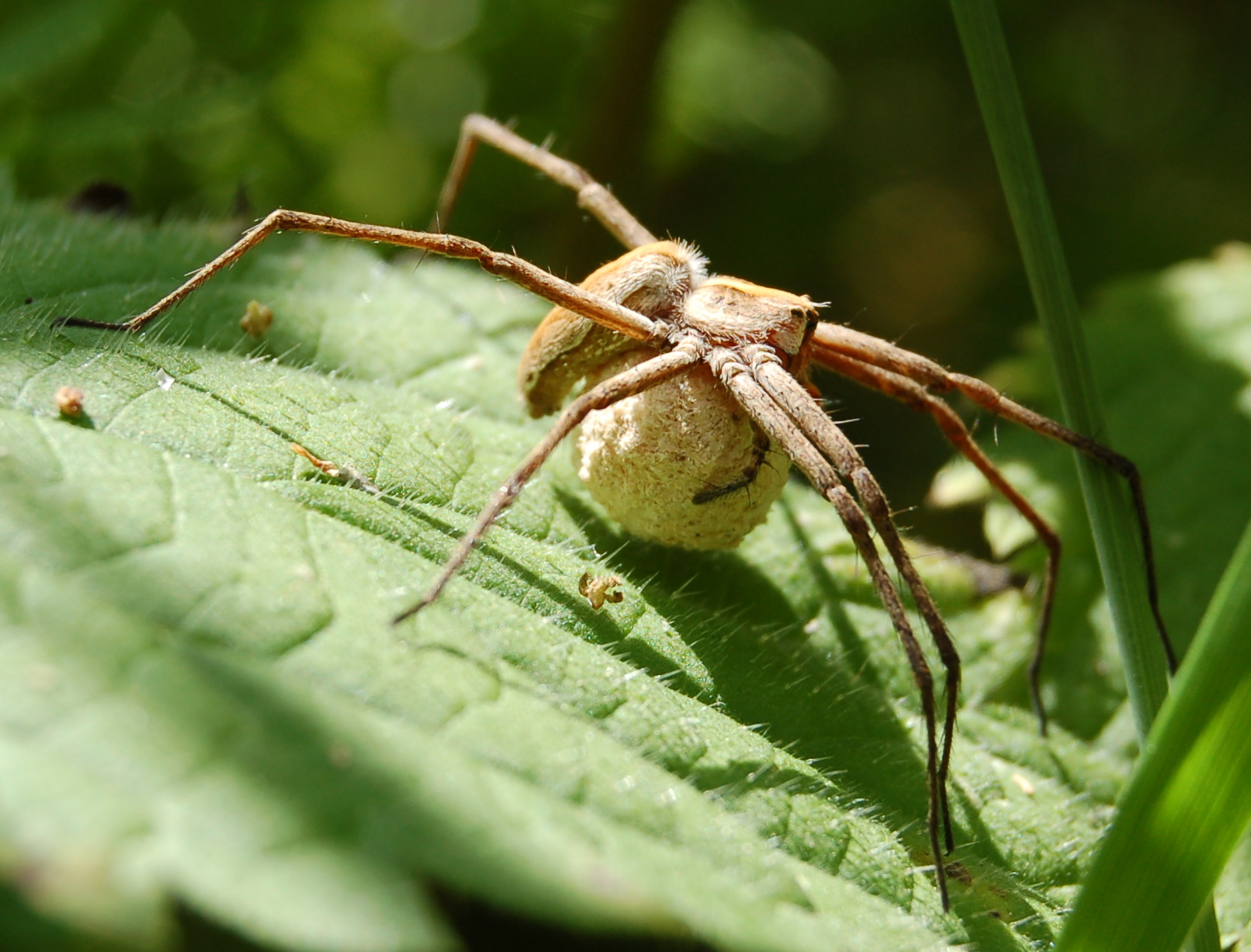
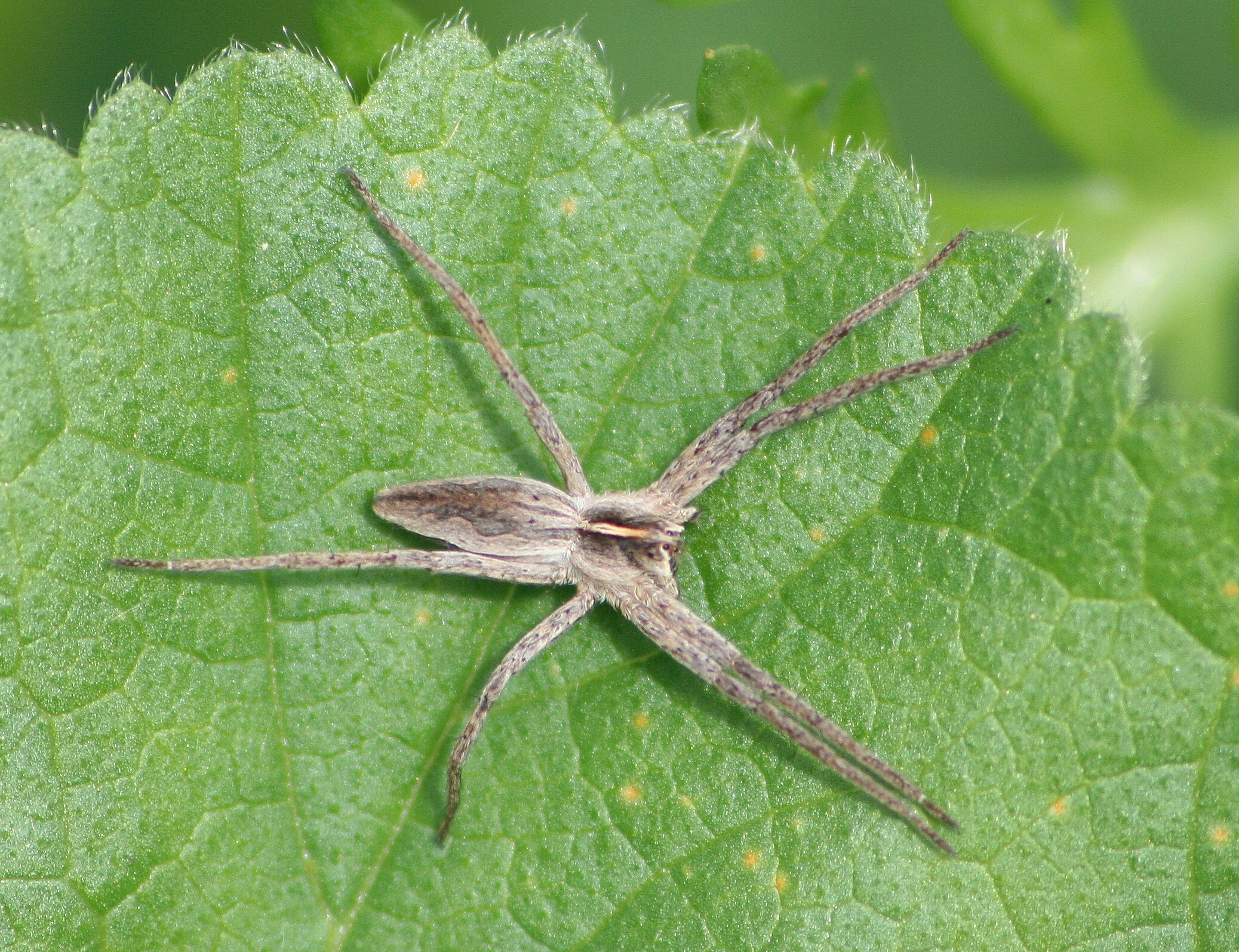
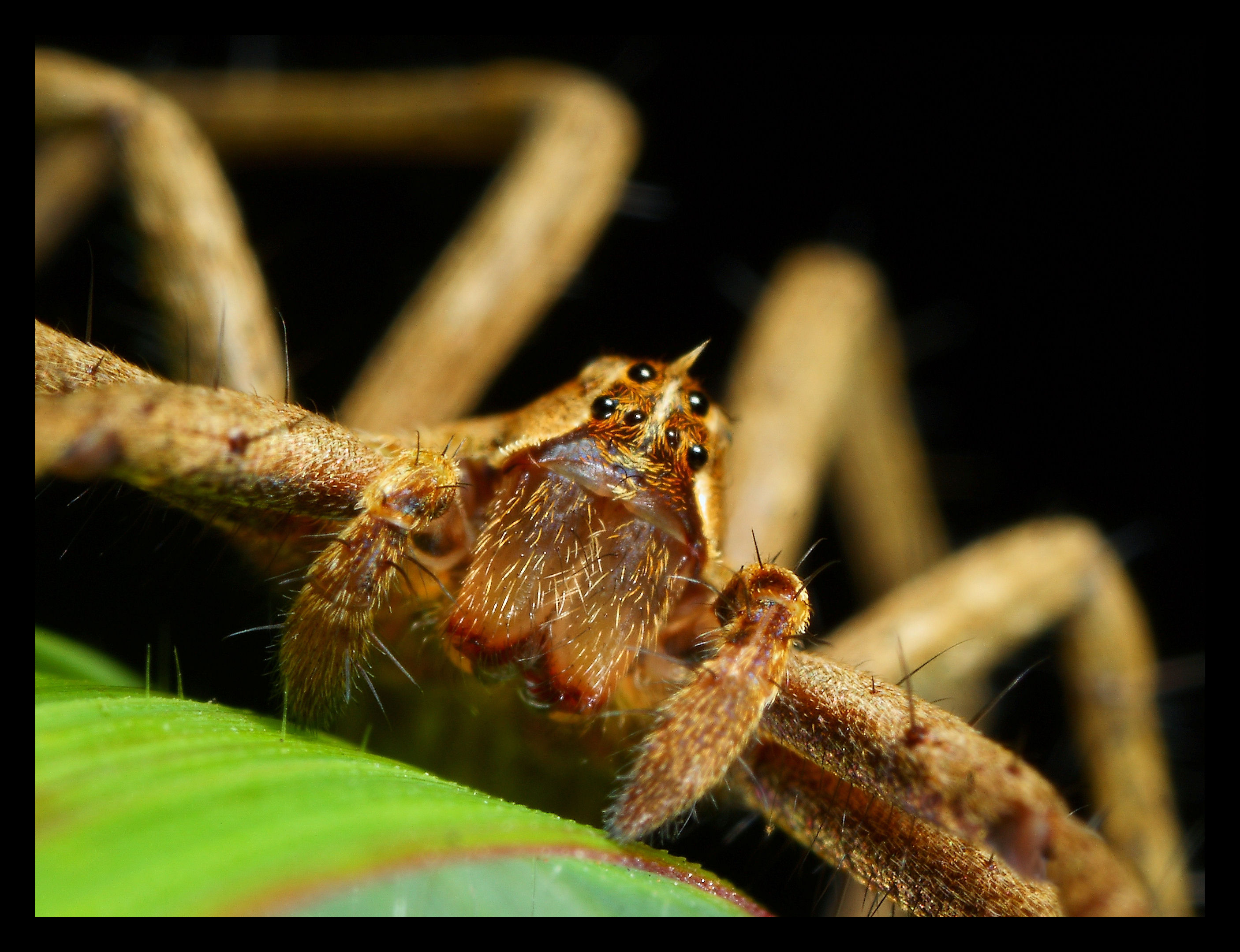
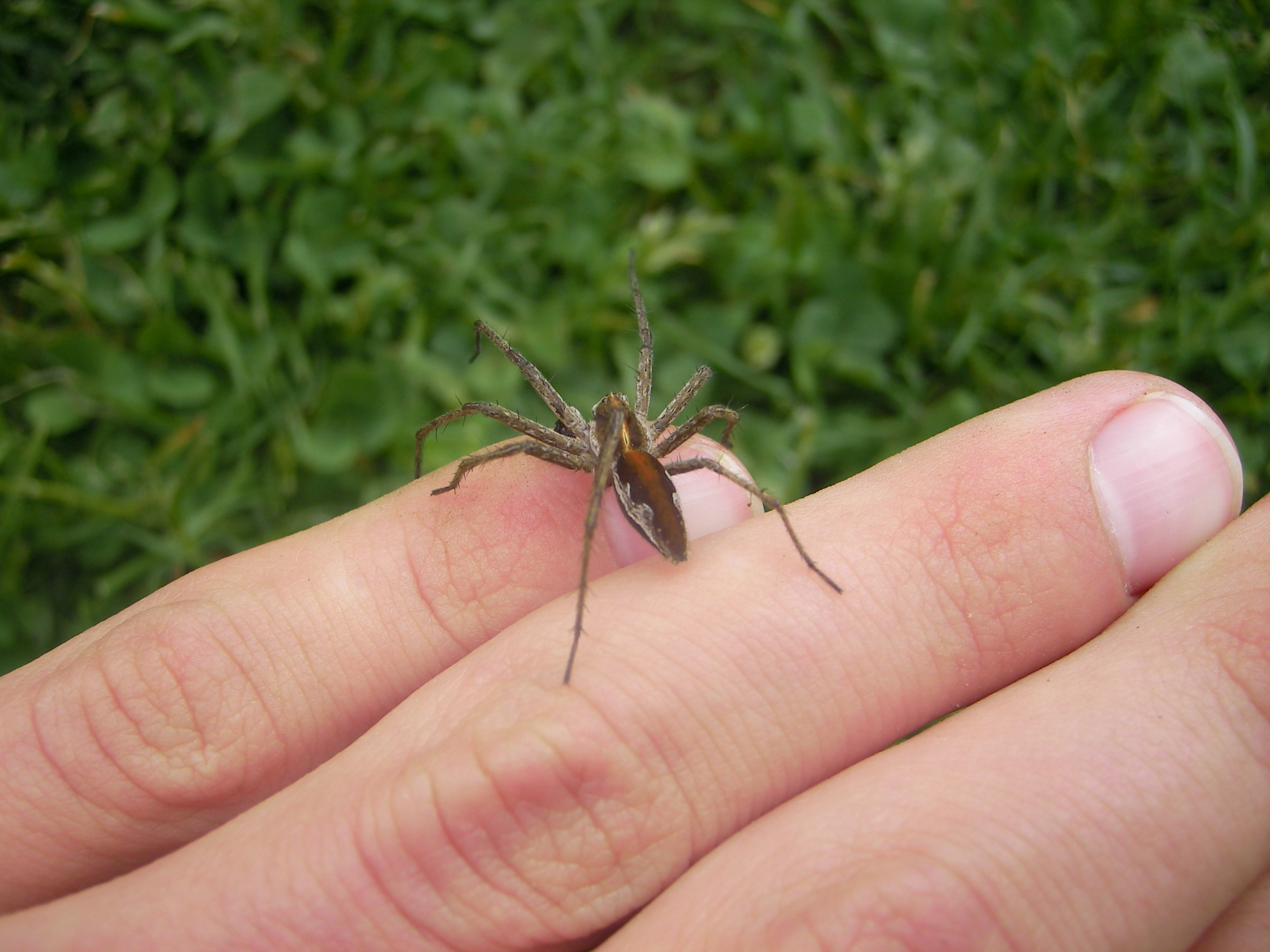
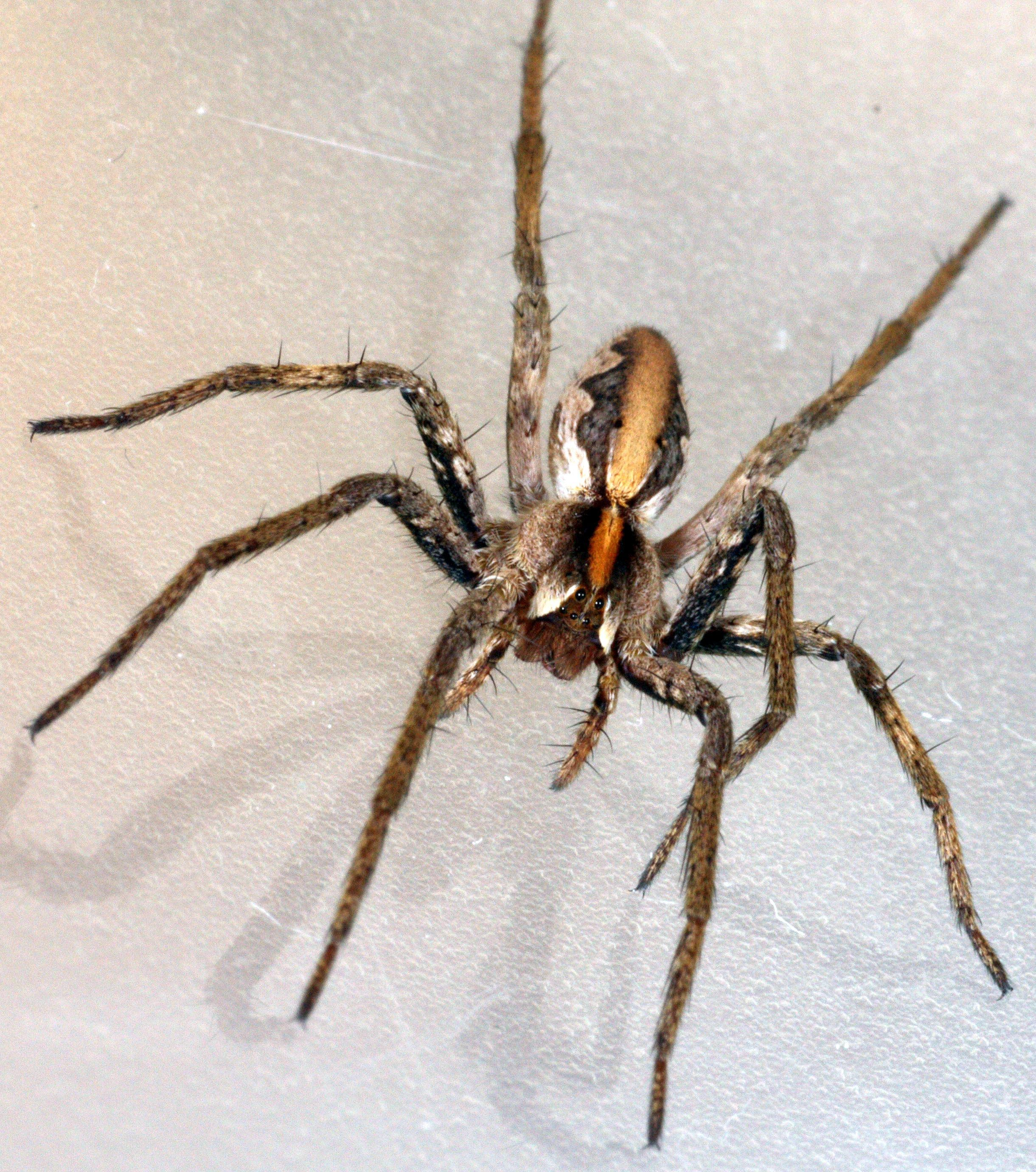
♂